# NGC 7690
NGC 7690 este o galaxie situată în constelația Phoenix. A fost descoperită în 1834 de către John Herschel. Se află la o distanță de 21 de megaparseci de Pământ.